# Liste des monuments historiques de Thiers
Ce tableau présente la liste de tous les monuments historiques classés ou inscrits dans la ville de Thiers, Puy-de-Dôme, en France.

## Liste
| Monument                               | Adresse                                   | Coordonnées                      | Notice         | Protection | Date      | Illustration |
| -------------------------------------- | ----------------------------------------- | -------------------------------- | -------------- | ---------- | --------- | --- |
| Abbaye du Moutier                      | 90 Avenue Joseph-Claussat                 | 45° 51′ 03″ nord, 3° 32′ 42″ est | « PA00092430 » | Inscrit    | 2006      | Abbaye du Moutier |
| Chapelle de la Clôtra                  | rue Jean-Brugière                         | 45° 51′ 11″ nord, 3° 32′ 55″ est | « PA00092426 » | Inscrit    | 1979      | Chapelle de la Clôtra |
| Château des Champs                     | 58 Chemin des Champs                      | 45° 51′ 58″ nord, 3° 32′ 26″ est | « PA00092427 » | Inscrit    | 1926      | Image manquante Téléverser |
| Château de la Chassaigne               | Lieu-dit La Chassaigne                    | 45° 51′ 32″ nord, 3° 30′ 42″ est | « PA00092428 » | Inscrit    | 1988 1999 | Château de la Chassaigne |
| Château de Franc-Séjour                | 159 Avenue des États-Unis                 | 45° 51′ 09″ nord, 3° 32′ 14″ est | « PA00092444 » | Inscrit    | 2002      | Château de Franc-Séjour |
| Château des Horts                      | 1 Chemin des Horts                        | 45° 51′ 49″ nord, 3° 32′ 56″ est | « PA00092429 » | Inscrit    | 1976      | Château des Horts |
| Église Saint-Genès                     | Place du Palais                           | 45° 51′ 12″ nord, 3° 32′ 54″ est | « PA00092431 » | Classé     | 1846      | Église Saint-Genès |
| Église Saint-Jean du Passet            | Place Saint-Jean                          | 45° 51′ 04″ nord, 3° 32′ 58″ est | « PA00092432 » | Inscrit    | 1986      | Église Saint-Jean du Passet |
| Forges Mondière                        | 81 Avenue Joseph-Claussat                 | 45° 51′ 02″ nord, 3° 32′ 59″ est | « PA63000058 » | Inscrit    | 2002      | Forges Mondière |
| Château du Pirou « Hôtel du Charriol » | Place du Pirou                            | 45° 51′ 15″ nord, 3° 32′ 52″ est | « PA00092433 » | Classé     | 1907      | Château du Pirou« Hôtel du Charriol » |
| Hôtel Nevreze                          | 18 rue Conchette ; rue de la Bienfaisance | à géolocaliser                   | « PA63000139 » | Inscrit    | 2021      | Image manquante Téléverser |
| Immeuble                               | 10 Rue du Bourg                           | 45° 51′ 18″ nord, 3° 32′ 52″ est | « PA00092434 » | Inscrit    | 1924      | Immeuble |
| Immeuble                               | 12 Rue du Bourg                           | 45° 51′ 17″ nord, 3° 32′ 52″ est | « PA00092439 » | Inscrit    | 1963      | Immeuble |
| Immeuble                               | 4 Rue Conchette                           | 45° 51′ 19″ nord, 3° 32′ 51″ est | « PA00092440 » | Inscrit    | 2010      | Immeuble |
| Maison (détruite en 2012)              | 12 Rue de la Coutellerie                  | 45° 51′ 13″ nord, 3° 32′ 51″ est | « PA00092441 » | Inscrit    | 1926      | Maison (détruite en 2012Les deux bâtiments du 12 et du 14 rue de la Coutellerie, inoccupés depuis une vingtaine d'années, se sont écroulés le 18 janvier 2012, alors qu'une campagne de restauration était sur le point de débuter pour assurer leur sauvegarde. Pour sécuriser le site, la rue est barrée sur 50 mètres et 16 personnes devront être relogées. Après les travaux archéologiques d'excavation, qui s'étendront sur l'essentiel de l'année 2012, la municipalité prévoit l'implantation d'un parking. Trois immeubles s'effondrent dans le centre-ville de Thiers, La Montagne du 19 janvier 2012, article consulté le 12 décembre 2013.) |
| Maison (détruite en 2012)              | 14 Rue de la Coutellerie                  | 45° 51′ 13″ nord, 3° 32′ 52″ est | « PA00092442 » | Classé     | 1922      | Maison (détruite en 2012) |
| Maison des Consuls                     | 58 Rue de la Coutellerie                  | 45° 51′ 08″ nord, 3° 32′ 54″ est | « PA00092435 » | Inscrit    | 1983      | Maison des Consuls |
| Maison de l'Homme des Bois             | 21 Rue de la Coutellerie                  | 45° 51′ 12″ nord, 3° 32′ 51″ est | « PA00092436 » | Classé     | 1987      | Maison de l'Homme des Bois |
| Maison de Lauzun                       | Rue Grenette Rue des Sapeurs-Pompiers     | 45° 51′ 14″ nord, 3° 32′ 51″ est | « PA00092437 » | Inscrit    | 1926      | Maison de Lauzun |
| Immeuble                               | 19 Rue de la Coutellerie                  | 45° 51′ 12″ nord, 3° 32′ 51″ est | « PA00092443 » | Inscrit    | 1963      | Immeuble |
| Maison des sept péchés capitaux        | 21 Rue du Pirou                           | 45° 51′ 15″ nord, 3° 32′ 52″ est | « PA00092438 » | Inscrit    | 1926      | Maison des sept péchés capitaux |
| Monument aux morts de Thiers           |                                           | 45° 51′ 25″ nord, 3° 32′ 55″ est | « PA63000130 » | Inscrit    | 2019      | Monument aux morts de Thiers |
| Pont du navire « Pont du Moutier »     | Quartier du Moutier                       | 45° 51′ 06″ nord, 3° 32′ 30″ est | « PA00092445 » | Inscrit    | 1926      | Pont du navire« Pont du Moutier » |
| Pont de Seychalles                     | Vallée des usines                         | 45° 51′ 19″ nord, 3° 33′ 04″ est | « PA00092446 » | Inscrit    | 1926      | Pont de Seychalles |
| Usine du May                           | 83 Avenue Joseph-Claussat                 | 45° 51′ 01″ nord, 3° 32′ 58″ est | « PA63000059 » | Inscrit    | 2002      | Usine du May |